# Миколаїв-Аеро
ВАТ "Авіакомпа́нія спеціа́льного призна́чення «Микола́їв-А́еро» — українська авіакомпанія. Було створено в результаті перетворення Миколаївського державного авіаційного підприємства «Універсал-Авіа», свою самостійну діяльність розпочало з 18 жовтня 1999 року.

## Флот
У складі авіакомпанії є:
- 27 літаків Ан-2;
- 28 гелікоптерів Ка-26.

Має ліцензію на виконання авіаційно-хімічних робіт терміном на три роки № 130/160 від 05.04.2000 р., сертифікат експлуатанта на авіаційну діяльність № 088 від 24.02.2000 р. на термін до 24.02.2002 р., які видані державною авіаційною адміністрацією Міністерства транспорту України.
Основний вид господарської діяльності є виконання авіаційних робіт у різних галузях народного господарства:
1. Авіаційно-хімічні роботи в сільському господарстві по внесенню мінеральних добрив, боротьба зі шкідниками та бур'янами сільгоспкультур;
2. Перевезення пасажирів та вантажів;
3. Патрулювання лісових масивів, трас нафто-, газо- та аміакопроводів.

За минулі роки 1997—1999 авіакомпанією було оброблено тільки у Миколаївській області 245 тис.га. сільськогосподарських угідь, виконувались авіаційно-хімічні роботи у республіці Крим, Херсонській та Донецькій областях, Румунії, Болгарії та Росії. Відкрите акціонерне товариство "Авіакомпанія спеціального призначення «Миколаїв-Аеро» — одне авіаційне підприємство в Миколаївській області, яке має ліцензію на право виконання авіаційно-хімічних робіт на території України.